# Jiaqing
El Emperador Jiaqing (Emperador Chia-ching ; chino: 嘉庆帝, pinyin: Jiaqing Dì, Wade-Giles: Chia-ch'ing Ti; mongol: Sayishiyaltu Yirugertu Khaan, (13 de noviembre de 1760 - 2 de septiembre de 1820) fue el séptimo emperador manchú de la dinastía Qing, y el quinto emperador Qing en gobernar sobre toda China (1796-1820).
Fue hijo del emperador Qianlong. Durante su reinado, procesó a Heshen (和 珅) (el favorito corrupto de Qianlong) y trató de restaurar el estado y frenar el contrabando de opio en el interior de China.

## Biografía

### Primeros años
Nació en el Antiguo Palacio de Verano (圆明园/圓明園), a 8 km al noroeste de las murallas de Beijing, y se le dio el nombre Yongyan (永琰), transformado en Yongyan (顒琰) cuando se convirtió en emperador: el primer carácter de su nombre privado fue cambiado de 永 a 顒, ambos pronunciados Yong, ya que el primero se utiliza comúnmente. Esta novedad fue introducido por su padre, el emperador Qianlong, que pensó que no era adecuado utilizar un carácter común en el nombre privado del emperador debido a la práctica del tabú de los nombres.
Era el decimoquinto hijo del emperador Qianlong. Su madre era la concubina Ling de segundo rango (令贵妃/令貴妃), que se convirtió en una de las favoritas del emperador. Cuando su hijo se convirtió en emperador, recibió a título póstumo emperatriz Xiaoyichun (孝 仪 纯 皇后 / 孝 儀 純 皇后). La concubina Ling era la hija de Wei Qingtai (魏清泰), un funcionario de la administración Qing cuya familia de etnia han había sido integrada en las elites manchúes. En 1818 el emperador Jiaqing hizo a la familia de su madre oficialmente manchú y les transfirió de los estandartes han a los estandartes manchúes, cambiando su nombre de familiar del chino Wei al manchú Weigiya.
En un principio, Qianlong había previsto que otros dos hijos le sucedieran en el trono; sin embargo, al morir éstos prematuramente por enfermedad, designó secretamente a Yongyan como su sucesor en diciembre de 1773.

### Ascenso al trono: rebeliones y piratas
En octubre de 1795, que caía en su 60.º año de reinado, Qianlong anunció su intención de abandonar el trono en favor de Yongyan, ya que no deseaba seguir gobernando como su abuelo Kangxi. En febrero de 1796, a la edad de 35 años, Yongyan ascendió al trono adoptando el nombre de era Jiaqing. Aunque formalmente ya estaba a la cabeza del Estado, al principio sólo podía ejercer funciones ceremoniales, ya que fue excluido de los asuntos de gobierno hasta la muerte de su padre en febrero de 1799. El poder real de decisión seguía recayendo en su padre, que adquirió el título de Taishang Huang ('Supremo Emperador'), y en su corrupto ministro Heshen.
El comienzo del reinado de Jiaqing estuvo marcado por disturbios internos en China. En 1795 se produjo una revuelta del pueblo montañés no chino de los Miao en las provincias de Hunan y Guizhou. La revuelta estaba motivada por la colonización de la zona por chinos de etnia Han, que expulsaban a los Miao de sus tierras ancestrales e integraban la zona más estrechamente en la administración china. Aunque la rebelión fue sofocada en 1797, siguieron produciéndose disturbios en territorio Miao durante los años siguientes. En 1794, casi simultáneamente a la revuelta Miao, había estallado en las provincias occidentales y centrales de Sichuan, Hubei y Shaanxi un levantamiento campesino instigado por la secta religiosa secreta del Loto Blanco. 
La Rebelión del Loto Blanco (1794-1804) estaba llamada a ser una de las rebeliones más importantes a las que se enfrentaría la dinastía Qing. El gobierno imperial, todavía controlado por Qianlong y Heshen, emprendió campañas directas contra los insurgentes, pero Heshen y su camarilla alargaron deliberadamente la campaña con el propósito de explotarlos con fines corruptos. Los Qing no pudieron sofocar la revuelta hasta la muerte de Qianlong en 1799. 
De hecho, una de las primeras decisiones independientes de Jiaqing tras la muerte de su padre en 1799 fue deponer a Heshen, forzar su suicidio y confiscar su riqueza de 800 millones de taels de plata en beneficio del tesoro. Una vez Heshen fue eliminado, Jiaqing tomó enérgicas medidas para reprimir la revuelta campesina, pero no fue hasta 1804 cuando fue completamente sofocada, con un altísimo coste para las finanzas chinas y un desprestigio generalizado de los Qing, hasta entonces considerados como invencibles.
Jiaqing se enfrentó a otras revueltas, a menudo instigadas por sociedades secretas de corte místico. En 1802, por ejemplo, estalló en Guangdong un levantamiento de la Sociedad de los Ocho Trigramas que duró un año. En 1806-1807 hubo revueltas de soldados en Shaanxi y Sichuan, y en 1807 un levantamiento campesino en Gansu. A partir de 1800, Jiaqing también tuvo que enfrentarse durante casi diez años contra la piratas marinos vietnamitas y chinos, que infestaban las costas de las provincias del sureste chino de Guangdong, Fujian, Zhejiang y Jiangsu, así como las de Taiwán. Los seguidores de sociedades secretas a menudo hacían causa común con los piratas. Los funcionarios locales, por su parte, no solían perseguir a los piratas porque querían una parte del botín. La población de las playas, la navegación costera y el comercio marítimo sufrieron las consecuencias de la delincuencia pirata. No fue hasta 1809 cuando los piratas, dirigidos por Wu Zhu, fueron derrotados casi en su totalidad, apoderándose de más de 40 barcos y 800 cañones, y al año siguiente se dispersaron sus últimos restos, con lo que la inseguridad de las costas chinas cesó de nuevo.

### Problemas económicos, corrupción oficial y conspiraciones contra el emperador
Los disturbios mencionados se debieron en parte a la creciente presión fiscal y a la explotación del pueblo llano. Otras causas fueron las consecuencias de la economía monetaria y los efectos del considerable crecimiento de la población, que durante el reinado de Qianlong se había doblado hasta alcanzar los 300 millones, y que aumentaría en 100 millones más entre 1802 y 1834 hasta superar ligeramente los 400 millones de habitantes. La productividad de la economía china, que seguía siendo principalmente agraria, no podía aumentar ni de lejos en la misma medida, por lo que el gobierno chino había promovido una política de expansión y colonización interna – como en el caso del territorio Miao – que Jiaqing trató de expandir con la roturación de nuevas tierras cultivables.
Jiaqing intentó reorganizar las finanzas del Estado, pero no tanto combatiendo la rampante corrupción de los funcionarios como reduciendo los gastos de la corte, lo que enfureció a algunos miembros de la familia imperial. Aunque logró cierto éxito con esta política, no resolvió el problema de la creciente ineficacia del gobierno:  a la falta de recursos del trono y la corrupción de la administración se añadían el limitado número de funcionarios (mandarines) con los que poder controlar un territorio extenso y sometido a crecientes tensiones demográficas. Además, la economía china se resintió debido a la creciente exportación de plata, que se utilizó para pagar el opio introducido de contrabando en China por los británicos. Como el tipo de cambio entre la plata y el cobre (usado para monedas corrientes) determinaba el nivel impositivo, la pérdida de reservas de plata suponía de facto una subida de impuestos al pueblo llano.
El emperador se hizo cada vez más impopular. En 1803, fue atacado por una turba en las calles. En 1811, comenzó en Henan, Shandong y Hebei la revuelta de la secta de los Ocho Trigramas (Tianlijiao). La secta encontró apoyo clandestino en la corte y entre los altos funcionarios disgustados con las políticas de austeridad de Jiaqing. Los partidarios de la secta intentaron en vano asaltar el palacio imperial de Pekín en septiembre de 1813. En 1814, el levantamiento fue finalmente aplastado también en la provincia.

### Relación con el cristianismo
En 1807 llegó a Canton el británico Robert Morrison, un misionero protestante que había traducido por primera vez la Biblia al chino, y fue seguido en 1813 por William Milne, quien con Morrison fundó el Anglo-Chinese College en Malaca, donde jóvenes chinos e ingleses se enseñaban mutuamente sus lenguas. Tras prohibirse la predicación del cristianismo en 1810 y tomarse medidas contra los misioneros católicos extranjeros en 1811, el emperador prohibió a los sacerdotes católicos residir en China bajo pena de muerte en 1815.

### Relaciones comerciales con Gran Bretaña
Durante el mandato de Jiaqing, Gran Bretaña continuó sus esfuerzos de liberalización de las relaciones comerciales con China. La Compañía Británica de las Indias Orientales, que ostentaba el monopolio del comercio inglés con China, mantenía un vigoroso intercambio de mercancías con el Reino Medio y contaba con una base permanente en Cantón desde 1786. Los principales productos de exportación ingleses a China eran estaño, plomo y tela de algodón. Por el contrario, los ingleses importaban principalmente té chino, así como china y seda, pero sufrían un considerable déficit comercial. Lo contrarrestaron forzando la importación ilegal de opio bengalí a China (1810: unas 4000 cajas de 65 kg cada una frente a unas 200 cajas en 1729).
El emperador prohibió terminantemente la importación de opio. En 1808, los británicos ocuparon Macao, pero pronto tuvieron que desalojar la ciudad. Jiaqing no escuchó a los ingleses, cuyo comercio intentaba obstaculizar cada vez más en Cantón. En 1816, la llamada Misión Amherst enviada a la corte de Pekín fue rechazada por Jiaqing, al igual que la Misión Macartney había sido rechazada por su padre Qianlong en 1793. Pero las prohibiciones sobre las importaciones de opio siguieron siendo casi ineficaces debido a que fueron burladas por el contrabando. Éste también prosperó porque muchos funcionarios chinos ganaban en secreto mucho dinero con él. Tras el fracaso de la Misión Amherst, la Compañía de las Indias Orientales decidió ampliar aún más la importación de opio en China.
Gracias al aumento masivo de las ventas de opio, el comercio inglés con China dejó de ser deficitario hacia 1820. El contrabando del estupefaciente no sólo causaba daños a la salud de los adictos, sino que aumentaba la corrupción general y socavaba la ya debilitada economía china. Por ello, el gobierno de Pekín y las autoridades chinas reaccionaron de forma cada vez más violenta. Bajo el sucesor de Jiaqing, Daoguang, el conflicto escalaría hasta convertirse en la primera guerra del Opio (1839-42).

### Muerte y sucesión
El 2 de septiembre de 1820, Jiaqing murió a la edad de 59 años en el Palacio de Verano de Rehe y fue enterrado en las Tumbas Qing Occidentales situadas a unos 120 km al suroeste de Pekín, en el Mausoleo de Changling. Le sucedió su segundo hijo Mianning, que había tenido con su esposa la emperatriz Xiao Shu Rui (1760-1797), y que gobernó con el nombre de Daoguang hasta 1850.